# 台灣天南星
臺灣天南星（學名：Arisaema formosanum）是天南星科天南星属的植物，为台灣特有植物。分布在台湾等地。

## 变种
- Arisaema formosanum Hayata f. stenophyllum Hayata[2]